# خوسي لوريل
خوسي لوريل (9 مارس 1891 - 6 نوفمبر 1959 في مانيلا) كان سياسياً ورئيساً للفلبين.

## دراسته ومهنته السياسية
بدأ لوريل مهنته السياسية بعد إكماله دراسة الحقوق في جامعة الفلبين وجامعة يايل الأمريكية عام 1922 كوزير للداخلية. في عام 1945 وبعد انتهاء الحرب العالمية الثانية ورجوع الأمريكيين إلى الفلبين هرب إلى طوكيو لكن تم اعتقاله وإدخاله السجن لمدة عامين. في عام 1949 دخل معركة الانتخابات الرئاسية كمرشح عن الحزب الوطني لينافس ألبيديو كويرينو على رئاسة البلاد لكنه خسر الانتخابات بسبب التهم التي كانت موجه إليه لتعاونه وتجسسه لصالح اليابانيين. انتخب مرة أخرى عام 1951 في مجلس الشيوخ، وبعد وقت قصير من انتهاء فترة ولايته كعضو في مجلس الشيوخ انسحب عام 1957 من الحياة السياسية.

## روابط خارجية
- خوسي لوريل على موقع الموسوعة البريطانية (الإنجليزية)
- خوسي لوريل على موقع الموسوعة البريطانية (الإنجليزية)
- خوسي لوريل على موقع مونزينجر (الألمانية)
- خوسي لوريل على موقع إن إن دي بي (الإنجليزية)